# Prototrachia sedula
Prototrachia sedula är en snäckart som beskrevs av Alan Solem 1984. Prototrachia sedula ingår i släktet Prototrachia och familjen Camaenidae. IUCN kategoriserar arten globalt som sårbar. Inga underarter finns listade i Catalogue of Life.